# リアルロボット戦線
『リアルロボット戦線』（リアルロボットせんせん）は、バンプレスト（旧法人）から発売されたプレイステーション用シミュレーションRPG。サンライズ製作のリアルロボットアニメのロボットが競演するクロスオーバー作品・ウォーシミュレーションゲーム。

## 概要
システムは同社が発売している、本作と同コンセプトのクロスオーバー作品・ウォーシミュレーションゲーム「スーパーロボット大戦シリーズ」と同様のものを採用。「惑星ウルス」を舞台とするなど一部の設定は1995年に発売された『バトルロボット烈伝』と共通している。
マップはクォータービューで表示され、戦闘シーンは3Dグラフィックスで表現。『バトルロボット烈伝』では戦闘マップにヘクスを採用していたが、今作ではスーパーロボット大戦シリーズと同じマスを採用している。

## ストーリー
我々が住む世界とは異なるパラレルワールドに存在する惑星ウルス。そこでは古代文明の遺産である異世界人召喚複製機デュプリケーターにより独自の発展を遂げていた。
デュプリケーターが発見されてから300年後、東の大国アズロニア立憲王国が西のノーザンブライト共和国に対して宣戦布告。当初は国力で勝っていたノーザンブライト共和国が圧倒的優勢だと思われていたが、アズロニア国土領域内において新しいデュプリケーターが発見され、両国司令本部は調査隊を組織し、派遣した。ウォロン率いる調査隊に配属された新兵ムジカはアズロニア・ポセイダル軍の襲撃を受け、境地に立たされるもデュプリケーターからアムロ・レイらホワイトベース隊とシャア・アズナブルたち異世界人とその機動兵器MSを偶然ながらも召喚に成功し、危機を脱する。その後、召喚された異世界人たちはブランチと呼ばれ「もとの世界に帰れない」「本人ではないコピー人間」と理解できない現実を許容しながらもムジカに協力して戦うしかなかった。
ムジカの父ラズロがブランチ開放を謳いクーデターを起こしたことで、ウルス全土が動乱に巻き込まれる。激化する戦乱の内でムジカは危険分子として友軍に追われた恩師シャアとの離別から始まり、ラズロとの衝突、同輩グレンとの決別を経て、やがて新米から部隊の指揮官として成長していく。
脱走兵になったムジカはダバ・マイロード一行やラルフ・クオルドの協力を得て部隊を編成、独自の戦いを開始する。

## 参戦作品
- 機動戦士ガンダム[注 3]
- 機動戦士Ζガンダム
- 機動戦士ガンダムΖΖ[注 4]
- 機動戦士ガンダム0083 STARDUST MEMORY[注 4]
- 機動戦士ガンダム 逆襲のシャア ベルトーチカ・チルドレン[注 5]
- 重戦機エルガイム
- 戦闘メカ ザブングル
- 聖戦士ダンバイン
- バンプレストオリジナル

### パッケージ登場機体
- エルガイム
- ビルバイン
- ダンバイン
- Ζガンダム
- ガンダム
- エルガイムMk-II

『戦闘メカ ザブングル』の機体はパッケージに描かれていない。

## オリジナルキャラクター
ムジカ・ファーエデン
17歳女性。本作の主人公。水色の長い髪と赤い瞳が特徴の少女で、ノーザンブライト軍新人パイロット。物語開始時の階級は三尉。惑星ウルスの人間とブランチのクォーターであり、ブランチに対しても寛容で博愛的。天真爛漫なボクっ娘。シャア・アズナブルのファンで愛機は赤のパーソナルカラーを施した機動性重視の改修機という戦闘スタイルまで模倣している。実は彼女自身が過去にデュプリケートされていたシャアの孫だが、祖父はウルスに反旗を翻して敗死したため、事実を知らされずに過ごしていた。偶然にも調査任務に赴いたデュプリケーターから再びシャアが召喚され、共に輸送艦シルバラードのクルーとなった事から彼女の人生は大きな転機を迎える。
グレン・ドーキンス
17歳男性。士官学校以来のムジカの同期でノーザンブライト軍三尉。機動力のムジカに対して彼は白兵戦のプロフェショナル。ムジカとは良きライバル関係でもあるが、やや閉鎖的で過去に反逆したブランチのテロ行為で両親を失ったため、ブランチに人同士として接する彼女の言動に反発している。
エリヤ・バリアード
19歳男性。ノーザンブライト軍士官。シルバラードの艦長代理。趣味は模型とメカいじり。なにかとことわざを引用する癖があるが、毎回どこかしら間違っている。
ジョージー・ジョージ
16歳女性。ノーザンブライト軍の女性だけのエリートMS部隊バルハラ隊の生き残り。グレンに気があり、ムジカと距離を置いている。
ウォロン・メロウズ
32歳男性。ノーザンブライト軍の少佐で、ムジカたちの所属するシルバラード隊の隊長。面倒見のいい兄貴分。
レギ・メロウズ
24歳女性。ウォロンの妹。ノーザンブライト軍士官。ムジカたちからはレギ姉ぇと呼ばれている。格闘技マニアだが本人に格闘技のセンスは全く無い。
ワイズ・エンジュ
25歳男性。レギの婚約者。レギと同じく格闘技マニアだがやはりセンスはない。
ラルフ・クオルド
20歳男性。アズロニア軍大佐。金髪の美青年で「青き剣」の異名をもつ天才パイロット。ノーザンブライト侵攻部隊司令官。ルートによってはグレンにかわってムジカの副官になる。
ドク・ディンティス
63歳男性。ノーザンブライト軍の技術士官。士官学校の元教官。シルバラードのメカニック担当。
ラズロ・ファーエデン
48歳男性。ノーザンブライト軍総参謀長で、ムジカの父。過去にデュプリケートされたシャア・アズナブルの息子。高いニュータイプ能力とカリスマ性を持つ。
エレドライル・エルフィン
MDを守護する戦士。愛称はエルディ。外見は17歳前後の赤毛の少女だが普段はコールドスリープしているため実年齢は不明。あまり物事を深く考えず、戦いを楽しんでいる。
チャシキ・ポンツラグル
エレドライルと同じくMDを守護する戦士。黒髪の少女で外見年齢は12歳前後。思慮深く落ち着いた物腰が特徴。
マザーデュプリケーター
月面にある全てのデュプリケーターを統括する巨大デュプリケーターであり、その制御AI。作中では戦闘ユニット共々、主にMDと表記される。
リュウセイ・ダテ
ウルスの記録に残されていない謎の世界から召喚された青年。ムジカに保護されてシルバラードに籍を置く事になる。特定条件下で参戦する隠しキャラクター。

## オリジナルメカ

### SMAP（エスマップ）
現在の惑星ウルスの技術で開発された機動兵器MAP（マップ）の中で特に優れた機体の総称。Super Maneuver Armed Pupprtの略。操縦系統が宇宙世紀のMSに似ているのか乗りこなすのにニュータイプ適正が求められ、乗り換えが可能。ノーザンブライト軍内でも敢えてエゥーゴ由来のMSを運用する部隊もいる。例外を除き、ブランチがSMAPに搭乗し戦うことはない。
クァイア・デモニック(緑)
ノーザンブライトがデュプリケート(複製)したあらゆる機体を研究し開発した緑色の塗装の汎用機動兵器。特殊な脳波コントロール装置を搭載したことでウルス人でもブランチと対抗出来る性能になっている。デモニックという名前は鬼神のような戦闘力を持つというところから付けられた。
クァイア・デモニック(赤)
ムジカ・ファーエデンの専用機体。憧れのシャア・アズナブルにあやかって変更した赤色の機体塗装と左手に装備した盾が特徴。
クァイア・エヴォリューション
クァイア・デモニックの改良機。新たに高性能コンピューターとジェネレーターを組み込んだことで性能が強化されている。ただしその分、扱いが難しくなっており搭乗するパイロットを選ぶ機体になった。ゲーム中ではプレイルートによって軍上層部から補給として支給される新型機またはムジカのクァイア・デモニックをナイチンゲールの残骸のパーツを使って改造強化した機体のどちらかで登場する。
クァイア・ブースト(黄)
クァイア・デモニックをベースに空戦能力を追求を目的に開発された機体で背面の翼が生えたブースターが大きな特徴。長時間飛行は実現せず装甲や火力がデモニックに劣ってしまったがその分、加速力や機動力、安定性が向上している。
クァイア・ブースト(紫)
グレン・ドーキンスの専用機体。機体の塗装が薄紫色に変更されている。
クァイア・ハイブースト
クァイア・ブーストの改良機。空戦能力強化の背面ブースターを大型の高機動ブースターに変更しさらなる機動力と加速力を強化を図っている。ただし機体バランスが壊れ扱いづらくなっている。
クァイア・ファイター
クァイアシリーズの欠点で格闘能力の弱さを改善するために開発された機体。肘から手まで可動するビームフィールド発生装置を使ったビームナックルでの格闘戦が主体。また、機動力確保のための軽量化や射撃武器の内装式化もされている。
クァイア・キャノン
後方支援用にクァイア・デモニックを改装した機体。
左肩に高性能センサー、右肩に無反動インパクトキャノンが装備し、索敵や近距離射撃能力を強化している。しかし、安定性に問題があり連射を行なうと照準が甘くなる欠点がある。ゲーム中ではジョージーの乗る砂漠迷彩仕様ピンク色の塗装の機体のみ登場。
クァイア・アームド
クァイア・デモニックの装甲と火力を徹底的に強化した高性能機体。装甲と火力を徹底強化した分、機体重量が高くなってしまったが肩や脚部といった本体以外にもサブジェネレーターを追加搭載したことで機動性の低下がほとんどなくなっている。ただし、その分機体のコストを招いてしまい試作機が3機造られただけになってしまった。
カリオン・グラナーダ
デュプリケーターと共に発掘された旧ウルス文明の機体であるジャガーノートを元にアズロニアで開発された汎用重機動兵器。生産性ではクァイアシリーズより劣るが大出力レーザー兵器やサイキックシステムを使った独自の兵器などが装備されており、基本性能では勝っている。操縦にはクァイアシリーズの脳波コントロール装置と同じような脳波シンクロシステムを使っている。
カリオン・インフィニート
カリオン・グラナーダの改良機。グラナーダよりも強力なサイキックシステムを搭載、それを各武器にフィールドバックさせて火力や出力を大幅に向上させているのが特徴。ゲーム中ではプレイルートによってアズロニア軍の基地から奪取もしくはカリオン・グラナーダをクィン・マンサの残骸のパーツを改造強化した機体のどちらかで登場する。

### 旧ウルス文明
ジャガーノート
旧ウルス文明で作られた機体。カリオン・グラナーダの元になった機体のため、見た目こそカリオン・グラナーダに酷似しているが、内部は慣性重力制御装置など今のウルスの技術では半分も解析再現できない未知の技術の塊になっている。量産機だったらしくマザーデュプリケーター防衛のために大量に登場する。
ウィンジュエル
マザーデュプリケーターを守るエレドライル・エルフィンが搭乗する旧ウルス文明の機体。背面の腰部分から翼が生えた女性型をしており、超小型の高出力核融合炉と慣性制御システムによって驚異的な機動力を持っている。
シカンナシン
マザーデュプリケーターを守るチャシキ・ポンツラグルが搭乗する旧ウルス文明の機体。左腕に装備しているフィン・ファンネルのような武器サイキックブレードが特徴であり、本体には大出力のジェネレーターを5基も搭載し脅威なパワーを発揮する。
MD
マザーデュプリケーターが自らの防衛のために使う戦闘ブロック。4枚の花びらを持つ花が横向きになった姿をしている。

### その他
シルバラード
ムジカ達の母艦となるプロンプト級輸送艦。過去の大戦から使われている古い艦であるがエリヤやドクが独自に改良しているため他の艦とも引けを取らない性能を持っている。ただし、輸送艦のため一切武装を持たない。
R-1
スーパーロボット大戦シリーズからのゲスト出演。デュプリケーターの事故により本来デュプリケートされないはずの世界からパイロットであるリュウセイ・ダテと共にデュプリケートされた。スーパーロボット大戦シリーズではT-LINKシステムのためリュウセイ以外には乗れないが、今作ではムジカなどが乗り換えできる。

## システム
基本的にスーパーロボット大戦シリーズと同様。攻撃判定には前面・側面・背面の概念が導入されており、側面、背面ではダメージが上がり、背面から攻撃されると反撃できない。戦艦は戦闘に参加しないのでスピンオフの『魔装機神 LOE』に近いと言える。また、修理装置、補給装置はなく、精神コマンドやアイテムによる補給は可能だがその場合でもエネルギーは回復しない。HPやENが回復する地形もないため、消耗が激しい。
システム上専用機はなく、登場作品が同じなら機体は自由に乗り換え可能。ただしガンダム系のキャラクターにはファンネル系の武器を使用不能な者がおり、ステータス画面でも確認できない。また、ムジカをはじめオリジナルキャラクターはMS系にも乗り換え可能だが、Hi-νガンダム等一部のNT用機には乗り換え不可。

### シナリオ
シナリオは同名で内容の異なるマップを含めると100話以上にも及ぶ。
分岐は些細なことで生じ、選択肢以外にも特定のマップで特定の敵機を撃墜したか、特定のルートを通過すると自動的に分岐するもの、特定のルートである武器を使用したか、二週目以降にしか到達できないなど、その到達過程が非常に多岐多彩で一度や二度のプレイで登場人物の詳細や物語のすべてを把握するのは困難である。

### 特殊
パイロットの能力値にNT(ニュータイプ)値、オーラ力、F(ファティマ)同調、運転技術の4つの項目が設定されている。これはそれぞれの作品の機体を操縦するのに必要であるが、作品間を越えた乗換えができないため版権作品のキャラクターは他の三つの技能はほとんど無意味となる。また、一部の精神コマンドの効果のために性別の項目も設定されている。

### オプション
オプションとして機体図鑑、人物図鑑、サウンドモードがある。これらはゲームに登場したものから順に公開されていく。

## 攻略本
- プレイステーション完璧攻略シリーズ リアルロボット戦線必勝攻略法 ISBN 9784575161823
- リアルロボット戦線 完全攻略ガイド ISBN 9784840211826